# Stephan Breidenbach
Stephan Breidenbach (* 17. Juni 1955 in Düsseldorf) ist ein deutscher Rechtswissenschaftler und Mediator. Er ist emeritierter Professor für Bürgerliches Recht, Zivilprozessrecht und Internationales Wirtschaftsrecht an der Europa-Universität Viadrina in Frankfurt (Oder) und Professor für Mediation an der Universität Wien. Er war Dekan der Humboldt-Viadrina School of Governance Berlin.

## Leben
Stephan Breidenbach studierte nach einer Banklehre von 1975 bis 1980 Rechtswissenschaft und Philosophie an der Ludwig-Maximilians-Universität München. 1989/90 war er Visiting Scholar an der University of California, Berkeley.
1988 wurde er mit der Arbeit „Die Voraussetzungen von Informationspflichten beim Vertragsschluss“ an der LMU München zum Dr. jur. promoviert und mit dem Fakultätspreis ausgezeichnet. Nach seiner Habilitation 1994 an der LMU München mit der Arbeit „Mediation: Struktur, Chancen und Risiken von Vermittlung im Konflikt“ wurde er 1995 Inhaber des Lehrstuhls für Bürgerliches Recht, Zivilprozessrecht und Internationales Wirtschaftsrecht an der Europa-Universität Viadrina Frankfurt/Oder. Seit 1. Oktober 2020 ist er emeritiert. Er war Mitgründer und Dekan der mittlerweile insolventen Humboldt-Viadrina School of Governance in Berlin.
Seine Forschungsschwerpunkte liegen im Bereich der Mediation, der Entwicklung von Lern-, Wissens- und Entscheidungsunterstützungswerkzeugen (u. a. Knowledgetools), der Gesetzgebungslehre, des Themas „Lernende Gesellschaft“ und des Themas Social Innovation.
Als EU-Berater der Regierungen in Tschechien, der Slowakei, Ungarn und Kroatien und der European Bank for Reconstruction and Development war er u. a. für die Harmonisierung des tschechischen Banken-, Versicherungs- und Kapitalmarkts verantwortlich.
Von 2017 bis 2020 veranstaltete er gemeinsam mit Florian Glatz die Berlin Legal Tech, den ersten Hackathon für Juristen im deutschsprachigen Raum.
Von 1996 bis 2004 war er Gastprofessor/Dozent an den Universitäten in Wien, Klagenfurt, Beijing und St. Gallen. 2002 wurde Stephan Breidenbach der Sokrates-Preis für Mediation der Centrale für Mediation verliehen. 2011 erhielt er im Team des Bundesjustizministeriums den Preis für Gute Gesetzgebung der Deutschen Gesellschaft für Gesetzgebung.
Seit 2003 ist Stephan Breidenbach Honorarprofessor für Mediation, insbesondere Wirtschaftsmediation, an der Universität Wien. Stephan Breidenbach ist Schiedsrichter am CAS (Court of Arbitration of Sports). Er ist Mitgründer von Betterplace. Im Dialog über Deutschlands Zukunft der Bundeskanzlerin Angela Merkel 2011/12 war Stephan Breidenbach Koordinator des Themenstrangs „Wie wollen wir lernen?“ und leitete die Arbeitsgruppe „Lernende Gesellschaft“. Er ist mit Gerald Hüther und Margret Rasfeld Initiator der Initiative Schule im Aufbruch. Seit Sommer 2024 ist Stephan Breidenbach Mitgründer von User Rights, der ersten nationalen Streitbeilegungsstelle für Online-Plattformen nach Art. 21 DSA. 
Stephan Breidenbach ist verheiratet mit der Anthropologin, Autorin und Internetunternehmerin Joana Breidenbach und hat zwei Kinder. Seine Tochter Lilian Breidenbach ist Ko-Gründerin des Legal-Tech-Startups Legal OS, das unter anderem das Aufsetzen von Verträgen vereinfachen möchte.

## Schriften (Auswahl)
- Die Voraussetzungen von Informationspflichten beim Vertragsschluss, München 1989
- Mediation – Struktur, Chancen und Risiken von Vermittlung im Konflikt, Köln 1995
- Handbuch Wirtschaft und Recht in Osteuropa, Beck, München; 104. Ergänzungslieferung Juni 2012
- Mediation für Juristen: Konfliktbehandlung ohne gerichtliche Entscheidung, Tagungsband (Hrsg. zusammen mit Martin Henssler), 1997
- Außergerichtliche Streiterledigung – Sinn und Zusammenspiel mit den Gerichtsverfahren in: Aktuelle Entwicklungen des Europäischen und internationalen Zivilverfahrensrechts, Gieseking-Verlag Bielefeld, 2002.
- Vermittlung von Recht im Konflikt, in: Grenzüberschreitungen. Beiträge zum Internationalen Verfahrensrecht und zur Schiedsgerichtsbarkeit. Festschrift für Peter Schlosser zum 70. Geburtstag, Bachmann/Breidenbach/Coester-Waltjen/Heß/Nelle/Wolf, Verlag Mohr Siebeck Tübingen, 2005.
- Landkarten des Rechts – von den Chancen industrieller Rechtsdienstleistung. Festschrift für Benno Heussen zum 65. Geburtstag, Schneider/Pischel, Verlag Dr. Otto Schmidt Köln, 2009.
- Regelungsbedarf im Bereich der Mediation in: Verhandlung des 67. Deutschen Juristentages Erfurt 2008, Band II/1, Herausgegeben von der Ständigen Deputation des Deutschen Juristentages, Verlag C.H. Beck München, 2009.
- mit Margret Rasfeld: Schulen im Aufbruch – Eine Anstiftung. Kösel Verlag, München 2014, ISBN 978-3-466-31030-2.
- mit  Florian Glatz (Hrsg.): Rechtshandbuch Legal Tech. Verlag C.H.Beck, München (in Gemeinschaft mit Manz’sche Verlags- und Universitätsbuchhandlung, Wien), 2. Auflage 2021, ISBN 978-3-406-73830-2.

## Belege
1. ↑  https://www.rewi.europa-uni.de/de/lehrstuhl/br/wirtschaftsrecht/index.html
2. ↑  Virtuelle ReNo schlägt Chatbot-Anwalt. In: LTO. 14. Februar 2017, abgerufen am 24. April 2023.
3. ↑  https://www.schulpsychologen-sachsen-anhalt.de/startseite/schule-neu-denken-welche-bildung-brauchen-wir-fuer-eine-zukunftsfaehige-gesellschaft/
4. ↑  Bundesnetzagentur - Presse - DSC zertifiziert erste nationale Streitbeilegungsstelle für Online-Plattformen. Abgerufen am 5. Januar 2025.
5. ↑  Legal OS: „Wir digitalisieren die Juristenarbeit“. In: WiWo Gründer. 6. November 2020, abgerufen am 14. Januar 2022.

| Personendaten    | Personendaten                              |
| ---------------- | ------------------------------------------ |
| NAME             | Breidenbach, Stephan                       |
| KURZBESCHREIBUNG | deutscher Jurist, Professor für Zivilrecht |
| GEBURTSDATUM     | 17. Juni 1955                              |
| GEBURTSORT       | Düsseldorf                                 |